# Podocarpus degeneri
Podocarpus degeneri — вид хвойних дерев родини Podocarpaceae. Зустрічається тільки на Фіджі.